# Ngozi Okobi
Ngozi Sonia Okobi (14 dicembre 1993) è una calciatrice nigeriana, centrocampista dell'Ottawa Rapid.

## Carriera

### Nazionale
Selezionata dalla federazione nigeriana per partecipare con la nazionale nigeriana al Mondiale di Canada 2015 sotto la responsabilità tecnica di Edwin Okon, Ngozi Okobi viene impiegata in tutte le tre partite giocate dalla Nigeria nella fase a gironi. Fa il suo esordio l'8 giugno 2015, al Winnipeg Stadium di Winnipeg, scendendo in campo dal primo minuto nell'incontro con la selezione svedese e siglando al 51' la rete con cui accorcia le distanze sul 2-1, incontro poi terminato 3-3, conquistando l'unico punto della sua squadra nel torneo. Causa le altre due partite perse, 2-0 con l'Australia e 1-0 con gli Stati Uniti, Okobi e compagne sono costrette ad abbandonare il mondiale.